# 마츠마에 마나미
마츠마에 마나미(일본어: 松前 真奈美)는 일본의 비디오 게임 작곡가이다. 1987년 캡콤에서 활동하는 것으로 시작해 《록맨》, 《전장의 이리 II》, 《매직 소드》와 같은 작품에 기여했다.

## 일생
1964년 12월 25일에 태어났으며 출생명은 고토 마나미(後藤 真奈美)였다. 1987년 캡콤에 입사해 첫 번째 《록맨》에서 스테이지 시작 멜로디를 포함한 음악을 작곡하는 것으로 경력을 시작했다. 캡콤에서 활동할 당시 '차차코린 (Chanchacorin)'이라는 가명으로 활동했다.